# 市橋秀夫 (社会学者)
市橋 秀夫（いちはし ひでお、1962年 - ）は日本の歴史学者。埼玉大学教養学部教授。専攻はイギリス社会史。愛知県名古屋市生まれ。

## 来歴
- 1962年 愛知県名古屋市生まれ
- 1981年 東京都立戸山高等学校卒業
- 1985年 慶應義塾大学経済学部卒業
- 1987年 慶應義塾大学大学院経済学研究科修士課程修了。経済学修士号取得
- 1990年 英国ウォーリック大学大学院社会史研究センター修士課程修了。 MA in Comparative Labour History 取得
- 1994年 英国ウォーリック大学大学院社会史研究センター博士課程修了。 PhD in Social History 取得[1]

## 学会等
- 社会経済史学会
- 文化経済学会
- 史学会
- NPO法人APLA理事

## 著書

### 翻訳
- スティーヴ・ハンフリーズ、パメラ・ゴードン『「障害者」を生きる ―イギリス二十世紀の生活記録』青弓社、2001年5月。ISBN 9784787231857。
- デイヴィッド・ランサム『フェア・トレードとは何か』青土社、2004年11月。ISBN 9784791761517。
- マイルズ・リトヴィーノフ、ジョン・メイドリー『フェアトレードで買う50の理由』青土社、2007年11月。ISBN 9784791763795。

### 共訳
- デイヴィッド・ダビディーン 著、松村高夫、市橋秀夫 訳『大英帝国の階級・人種・性―W・ホガースにみる黒人の図像学』同文館出版、1992年7月。ISBN 9784495856915。
- マイケル・バラットブラウン（著）青山薫、市橋秀夫（訳）『フェア・トレード ―公正なる貿易を求めて』新評論、1998年4月。ISBN 9784794804006。
- エドワード・P・トムスン 著、市橋秀夫、芳賀健一 訳『イングランド労働者階級の形成』青弓社、2003年5月。ISBN 9784787232137。
- ピーター・クラーク（著）、西沢保、市橋秀夫、椿建也、長谷川淳一 他（訳）『イギリス現代史 1900-2000』名古屋大学出版会、2004年8月。ISBN 9784815804916。